# 大凱馬達島
24°29′00″S 46°41′00″W / 24.4833333°S 46.6833333°W
大凱馬達島（葡萄牙語：Ilha da Queimada Grande），又名蛇島（Snake Island），位在巴西聖保羅東南方的大西洋海域，由聖保羅州負責管轄，長1.5公里、寬0.5公里，面積0.43平方公里。島上無人居住，因島上棲息著數以千條致命的金黃矛頭蝮蛇（Golden lancehead （页面存档备份，存于） ）。此種蛇為當地特有種，僅存於該島，以食海鳥為主，而毒性是一般毒蛇的數倍，人和其他動物被咬到後甚至連肉體都會腐蝕。在1909年至1920年間，有少量運作燈塔的居民生活在島上，據說最後居住在島上的居民被由窗戶潛入的蛇咬死，自此之後島上的燈塔改為自動化，由巴西海軍維護。因島上大量毒蛇所帶來的危險，除專業人士並受核准登島者外，巴西政府下禁令嚴禁任何人登島。

## 外部連結
- National Geographic Field Tale: Snake Island
- Mark O'Shea's Lost Worlds （页面存档备份，存于）